# Myrmeciza loricata
Myrmeciza loricata là một loài chim trong họ Thamnophilidae.